# Urząd do Walki z Lichwą i Spekulacją

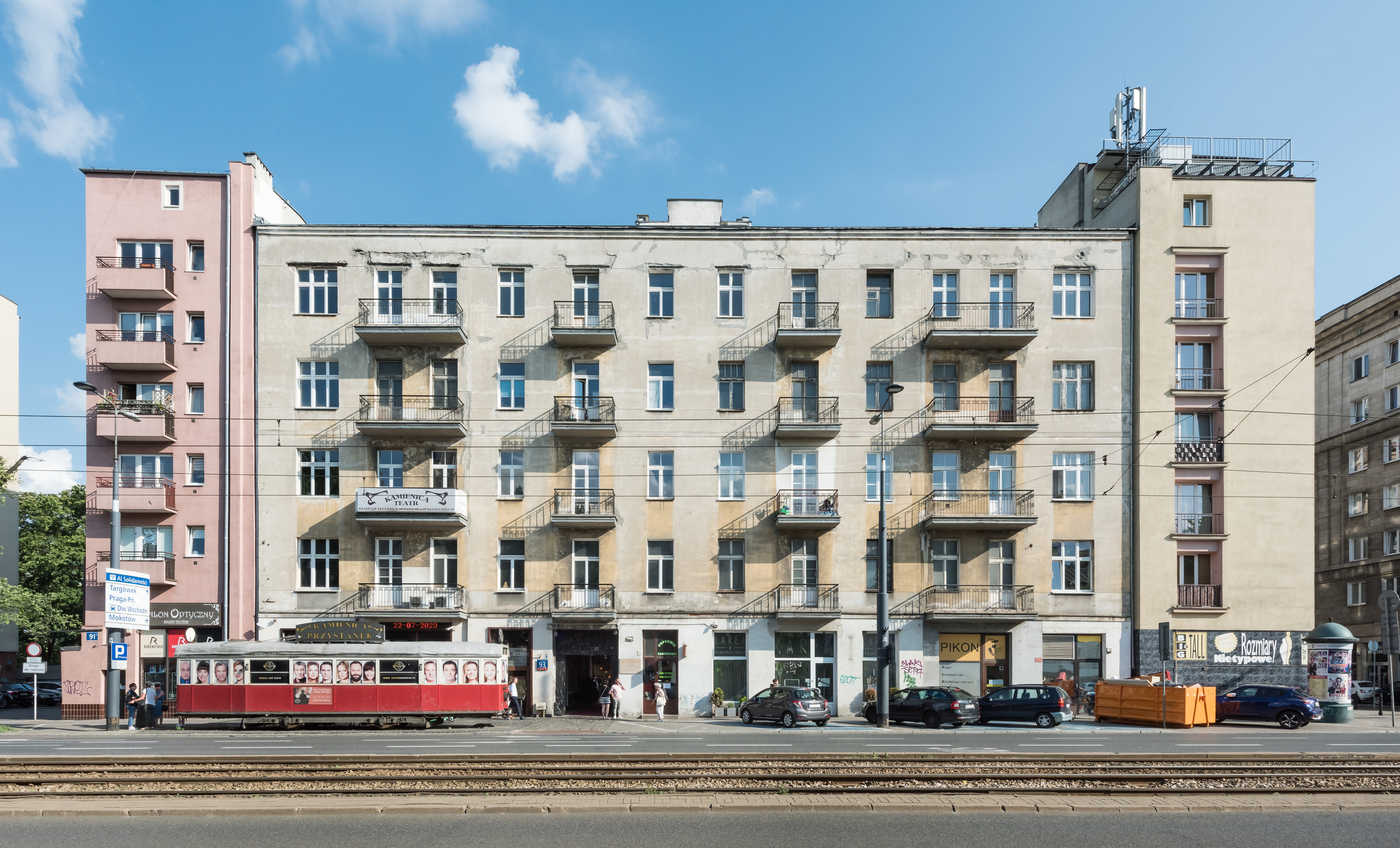
Kamienica przy ul. Leszno 13 (współczesny adres al. „Solidarności” 93), dawna siedziba Urzędu

Urząd do Walki z Lichwą i Spekulacją w Dzielnicy Żydowskiej w Warszawie, zwyczajowo „Trzynastka” (jid. דאָס דרײַצענטל Dos drajcentł) – instytucja żydowska będąca w latach 1940–1941 półoficjalną agenturą niemiecką w getcie warszawskim. Przez cały okres istnienia była kierowana przez Abrahama Gancwajcha. Z uwagi na adres (ul. Leszno 13) była przez mieszkańców dzielnicy zamkniętej zwyczajowo nazywana „Trzynastką”.
Oficjalnym zadaniem Urzędu było zwalczanie przemytu oraz spekulacji. Faktycznie służył on kontrolowaniu działalności Judenratu oraz infiltrowaniu podziemnych organizacji działających w dzielnicy zamkniętej.

## Działalność
Założona w grudniu 1940 roku, swoją nieoficjalną nazwę instytucja zawdzięczała numerowi budynku przy ul. Leszno 13 (obecnie aleja Solidarności 93), gdzie znajdowała się jej siedziba. Liczyła 300–400 osób. Wykonywała wyłącznie polecenia Gestapo, będąc faktycznie jednostką niezależną od Judenratu. Przy pomocy „Trzynastki” władze niemieckie m.in. poszukiwały mienia ukrytego przez mieszkańców getta.
Urząd posiadał własne uniformy oraz własne więzienie. Pod naciskiem szefa Judenratu, Adama Czerniakowa, wskutek małej użyteczności dla Niemców, w sierpniu 1941 roku włączona do Żydowskiej Służby Porządkowej. Sam Gancwajch oraz niektórzy jego współpracownicy działali także za zgodą Gestapo na stronie aryjskiej, udając bojowników żydowskiego ruchu oporu.
Członkowie „Trzynastki” byli likwidowani jako kolaboranci zarówno przez Żydowską Organizację Bojową, Żydowski Związek Wojskowy, jak i podziemie polskie. Wyroku na Gancwajcha jednak nie udało się wykonać, a on sam zaginął. Urząd został zlikwidowany w sierpniu 1941.
Kamienica przy ul. Leszno 13 przetrwała wojnę, straciła jednak najwyższe piętro oraz dekoracje fasady. W budynku mieści się m.in. Teatr Kamienica.